# Oswald Tötsch
Oswald Tötsch (* 17. Jänner 1964 in Sterzing) ist ein ehemaliger italienischer Skirennläufer. Der Südtiroler gehörte zwischen 1982 und 1990 der italienischen Skinationalmannschaft an und war auf die technischen Disziplinen Slalom und Riesenslalom spezialisiert.

## Biografie
Einen ersten internationalen Erfolg feierte Tötsch im März 1982, als er bei der Juniorenweltmeisterschaft in Auron hinter dem Schweden Johan Wallner die Silbermedaille gewann. Ein Jahr später errang er beim Slalom von Le Markstein seine ersten Weltcuppunkte und wurde 1984 italienischer Meister im Slalom.
Tötsch gehörte in den 1980er Jahren hinter Alberto Tomba zu den beständigsten Fahrern im italienischen Team. Zwischen 1984 und 1988 fuhr er 17 Mal unter die besten zehn. Der große individuelle Triumph blieb ihm jedoch versagt. Nur drei Mal stand er nach einem Rennen auf dem Podium. Seine beste Weltcupplatzierung war der zweite Platz beim Slalom von Kitzbühel im Februar 1985. In den Jahren 1984 und 1988 war er Mitglied der italienischen Olympiamannschaft, 1985 und 1987 nahm an den Weltmeisterschaften teil. Seine aktive Laufbahn beendete Tötsch 1990.
Seit seinem Rückzug aus dem aktiven Wintersport betreibt Tötsch mit seiner Frau ein Hotel in seiner Heimatgemeinde Pfitsch.

## Erfolge

### Olympische Winterspiele
- Sarajevo 1984: 5. Slalom, 15. Riesenslalom
- Calgary 1988: 8. Slalom, 18. Kombination

### Weltmeisterschaften
- Bormio 1985: 9. Riesenslalom
- Crans-Montana 1987: 9. Riesenslalom, 11. Slalom

### Italienische Meisterschaften
- italienischer Meister im Slalom 1984